# صمصام الدولة شاه نواز خان
صمصام الدولة شاه نواز خان (28 شباط 1700 - 11 أيار 1758)، كان مؤرخًا ورجلًا في بلاط قمر الدين خان (آصف جاه الأول)، أول نظام لحيدر آباد. قام بتأليف كتاب معاصر الأمراء.

## الطفولة
وُلِد شاه نواز خان شمس الدولة في لاهور في 28 فبراير 1700، وكان يُدعى في الأصل عبد الرزاق الحسين. وفي وقت مبكر من حياته، ذهب إلى أورنك آباد حيث كان يقيم معظم أقاربه.

### الحياة المهنية
عيّنه آساف جاه [الإنجليزية] ديوانًا لبرار [الإنجليزية]، ولكن بعد ذلك اضطر إلى التقاعد في العار في الحياة الخاصة بسبب تأييده لثورة ناصر جانج [الإنجليزية]. وبعد أن قضى خمس سنوات في العزلة، وجد حظوة لدى آساف جاه مرة أخرى، فأعيد تعيينه في ديواني برار في عام 1747. تمتع بأعلى درجات التكريم في عهد ناصر جانج، وأصبح رئيسًا للوزراء [الإنجليزية] في عهد سولابات جانج [الإنجليزية]. لعب شاه نواز دورًا بارزًا في الصراعات على السيادة بين الإنجليز والفرنسيين؛ واغتِيل في أورنك آباد في 11 أيار 1758 م.

### الأعمال
قام الثنائي الأب والابن شاه نواز خان وعبد الحي خان بتأليف كتاب معاصر الأمراء، وهو قاموس سيرة ذاتية للرجال المشهورين الذين ازدهروا في الهند ودخان من زمن أكبر إلى عام 1155 هـ. وقد منحه آساف جاه [الإنجليزية] لقب شمس الدولة. كانوا يقيمون في مدينة أورنك آباد. كان شاه نواز خان صديقًا للشاعر الكبير غلام علي آزاد بيلجرامي. خلال فترة التقاعد هذه، قام شاه نواز بتأليف كتاب معاصر الأمراء، وهو قاموس سيرة ذاتية للرجال المشهورين الذين ازدهروا في الهند ودخان من عهد أكبر إلى عام 1155 هـ.

## شمس الدولة صمصام جانج
صمصام الدولة أو عبد الحي خان، هو ابن شاه نواز خان، وُلد في عام 1729، ورفعه ناصر جانج [الإنجليزية] إلى رتبة "خان" في عام 1748، ومنحه أيضًا ديواني برار [الإنجليزية]. جعله سولابات جونغ [الإنجليزية] قائدًا لدولة حصن دولت آباد؛ ولكن بعد مقتل والده شاه نواز خان عام 1757، سُجن عبد الحي خان في قلعة غولكوندا، حتى أطلق سراحه عام 1759 على يد نظام علي خان، الذي عامله بامتياز ملحوظ، وأعاده إلى لقبه الأبوي شمس الدولة صمصام جانج. كان لقب عبد الحي خان في البداية شمس الدولة ديلاوار جانج، ولكن أُطلق عليه اسم شمس الملك، وكان اسمه الشعري "صارم".
الأعمال
أكمل مخطوطات والده التي جمعها ونشرها مير غلام علي، وأعطاها للعالم بشكلها الحالي في عام 1779.

## طالع أيضًا
- معاصر الأمراء
- آزاد بيلجرامي

## روابط خارجية
تم نشر النص الفارسي الكامل من الجمعية الآسيوية في البنغال في أواخر القرن التاسع عشر، وهو متاح الآن في ثلاثة ملفات PDF.
- المجلد 1
- المجلد 2
- المجلد 3